# 자기은폐
자기은폐(영어: Self-concealment)는 '고통스럽거나 부정적이라고 인식하는 개인 정보를 타인으로부터 적극 은폐하려는 소인'으로 정의되는 심리적 구성개념 중 하나이다. 그 반대는 자기노출(self-disclosure)이다.
사고, 감정, 행동, 사건 등 은폐된 개인 정보는 감정가(valence)에서 고도로 사적이고 부정적인 것이며, 다음 세 가지 성격을 띤다. 즉 사적 정보의 일종이며, 의식적으로 접근할 수 있고, 타인으로부터 적극 은폐한다.  자기은폐는 정신건강에 상당히 부정적인 영향을 끼친다.

## 역사적 맥락
비밀(secret) 혹은 비밀 유지(secret keeping)는 심리학자와 심리치료사들의 오랜 관심사였다. 시드니 주러드(Sidney Jourard)의 자기개방 연구, 트라우마적 사건 및 비밀 개방이 주는 건강한 이점에 대한
제임스 페네베이커(James Pennebaker)의 연구는 자기은폐의 개념화와 측정에 대한 기반을 마련하였다.
주러드의 연구는 스트레스와 질병은 낮은 자기개방성에서 비롯되며, 더 크게는 타인이 알아주는 것에 대한 의도적 회피에서 비롯된다고 지적하였다. 연구의 일선 상에서, 제임스 페네베이커(James Pennebaker)와 동료들은 비밀을 토로하는 것과 질병과의 관계(confiding-illness relation) 혹은 금지-질병 관계(inhibition-disease link)를 검증하였고, 트라우마적 사건에 대한 사고와 감정들을 드러내지 않는 것은 장기적인 건강 효과에 연결된다는 것을 발견하였다. 페네베이커는 고통스러운 개인 정보를 드러내지 않으려는 것이 환경이나 개인적인 차이에서 기인한다고 보았다. 자기은폐 구성요소와 측정 척도인 자기은폐척도(the Self-Concealment Scale)는 인격 차원에서의 개인적 차이를 측정하고 개념화하는 것을 허용하도록 설계되었다.

## 심리적 효과
자기은폐는 불안(anxiety), 우울(depression), 신체적 증상의 전조 증상에 상당히 기여한다. 상당수 연구들은 주관적 행복(subjective well-being)과 대응(coping)에 대한 자기은폐의 효과를 검증하였다. 그리고 자기은폐가 높은 것은 심리적 고통과 자기보고성 육체적 증상, 불안(anxiety)과 우울(depression), 수줍음(shyness), 부정적 자존감(negative self-esteem), 외로움(loneliness), 반추(rumination), 기질 사회불안(trait social anxiety), 사회적 불안(social anxiety), 자기부정(self-denial) 혹은 자기침묵(self-silencing), 감정 표현(emotional expression)의 모호성, 부적응적 기분조절(maladaptive mood regulation), 급성 통증(acute pain) 및 만성 통증(chronic pain)과 상관관계를 보인다는 것을 밝혔다.
열등감(inferiority feeling)이 높은 사람은 자기은폐 경향이 높으며, 그 결과 외로움이 증가하고 행복감은 줄어든다.

## 연구
자기은폐로 인한 건강에 부정적인 효과의 지속적 발견을 설명하도록 제공되는 이론적 모델들은 다음과 같다.
- 페네베이커의 금지모델(inhibition model)[22][23] : 이러한 효과들의 원인을 자기은폐 과정이 동반하는 행동상의 금지가 가져오는 결과인 생리적 작업(physiological work)으로 본다.
- 다니엘 웨그너(Daniel Wegner)의 몰입모델(preoccupation model)[24][25] : 자기은폐에 관한 사고 억제(thought suppression)가 역설적으로 침투 사고(intrusive thought)와 고통스런 개인 정보에의 몰입 증가를 야기하며, 그로 인해 행복도가 떨어진다는 것이다.
- 자기인식이론(Self-perception theory),[26] : 행동이 태도에 영향을 준다는 것, 자기은폐를 하는 사람은 자신이 숨기고 있는 행동을 관찰하고 행동에 대한 그럴듯한 이유가 있어야 한다소 결론짓는데, 이는 이러한 결론에 걸맞는 부정적인 기질적 자기귀인(self-attribution)을 야기한다. 예를 들어, "나는 내 자신의 이러한 측면을 숨기고 있기 때문에 나쁜 사람이어야 한다"
- 자기결정이론(Self-determination theory) : 자율(autonomy), 관계(relatedness), 유능(competence)이라는 기본적 욕구가 좌절된 결과로서 자기은폐가 건강에 끼치는 부정적인 영향에 관한 것이다.[2]

켈리는 여러 설명 모델과 증거에 관한 종합평가를 제공하여, 자기은폐가 높은 사람들의 유전적 요소가 자기은폐를 더 쉽게 하고, 신체적 심리적 문제에 더 취약하게 할 수 있다고 결론지었다.
연구들은 자기은폐와 애착인식(attachment orientation), 도움요청(help seeking) 및 상담에 대한 태도(attitudes toward counseling), 더 큰 신체적 대인적 거리에 대한 요구, stigma, 고통 개방(distress disclosure), 거짓 행동과 진실성(authenticity), 심리치료 과정(psychotherapy process)과의 관계에 주목하였다.
또한 연구는 성소수자, 다문화, 청소년, 가족, 연인 등 특정 집단에 대한 자기은폐에도 주목하였다.
자기은폐척도(the Self-Concealment Scale)를 사용한 137개 연구에 대한 리뷰는 자기은폐의 선례에 대한 작업 모델과 건강에 끼치는 효과에 대한 행동 기제를 제공하였다. 전문가들은 자기은폐 동기부여가 높은 경우 목표지향적 행동(비밀 유지, 행동 회피, 거짓말), 그리고 부정적이거나 고통을 주는 개인 정보 은폐를 담당하는 감정 조절 전략의 기능부전(표현 압박expressive suppression)을 활성화하는 컴플렉스 특질(complex trait-like)의 동기적 구성체로서 자기은폐를 정의한다. 이러한 기제들은 직접적인 경로와 간접적인 경로를 통하여 건강에 영향을 끼치며, 은폐하려는 충동과 개방하려는 충동 간의 갈등으로 활성화된다고 여겨진다. 두 충동 간의 갈등은 부정적인 생리적 효과와 자기조절 자원의 파괴를 야기한다.

### 자기은폐척도
10항목 자기은폐척도(the 10-item Self-Concealment Scale, SCS)는 부정적이거나 고통을 야기하는 것으로 인지된 개인 정보를 은폐하려는 경향의 정도에 따라 측정한다. SCS는 내적 일관성(internal consistency)이나 시험-재시험 신뢰성(test-retest reliability)과 같은 정신측정 능력과 일차원성(unidimensionality, 한 검사 내의 문항들을 해결하는 데 하나의 능력 또는 특성만이 필요하다는 가정)이 탁월하다고 증명되었다. 대표적인 문항으로는 다음과 같다.
- "나는 남에게 말 못할 중요한 비밀이 있다."
- "나만 알고 있어야 할 것들이 많다."
- "일부 비밀이 나를 정말로 괴롭게 한다."
- "나에게 안 좋은 일이 생기면 나만 알고 있으려 한다."
- "내 비밀은 타인과 공유하기에 너무 부끄럽다."

## 소외집단
소수자집단(minority group)은 낙인(stigma)을 대처하고자 자기은폐를 사용한다. 예를 들어, 성소수자 집단은 성적 정체성으로 인한 낙인으로 인하여 자기은폐를 사용한다.
아프리카, 아시아, 라틴 계열 국제 대학 학생들에게서도 자기은폐가 관찰된다.아프리카계 미국인의 자기은폐는 아프리카중심 문화 가치 정도와 관련된다. 아랍과 중동사람들은 다음과 같은 정체성 협상(identity negotiation) 전략을 사용한다.
- 유머적 설명(Humorous Accounting) : 공통 기반을 수립하고자 유머를 사용한다.
- 교육적 설명(Educational Accounting) : 자신의 낙인 정체성(stigmatized identity)에 대하여 질문하는 사람들을 교육하려고 노력한다. 히잡을 쓴 무슬림 여성들이 자주 사용하는 방식이다.
- 저항적 설명(Defiant Accounting) : 자신의 낙인 정체성을 캐묻는 권리에 대항하는 방식으로 자신의 정체성에 대해 질문하는 이들에게 정면으로 맞선다.
- 위축(Cowering) : 폭행에 대한 공포가 발생하거나 발생할 것이라고 인지되었기 때문에, 낙인 정체성을 질문하는 이들의 욕구를 충족시켜준다.[74]

자기은폐 전략은 성도착증(sexual paraphilia) 환자에게서도 보인다. 퍼리 팬덤(furry fandom, the furry, 동물 탈이나 동물 인형을 뒤집어 써서 자기은폐를 하고 자기 주장을 펼치는 사람들)이나 낙인찍힌 집단들에 대한 연구는 퍼리 팬덤 집단과 이들의 정체성을 개방하려는 사람들 사이에 권력이 차이가 거의 없다면 자기개방할 가능성이 높다는 것을 밝혔다.

## 같이 보기
- 사고 억제
- 열등감
- 자기노출
- 정체성 협상
- 침투적 사고